# Cuba Socialista
Cuba Socialista es una revista cubana, nacida en 1961. Fundada por el Fidel Castro tuvo como objetivo principal capacitar a los cuadros de la naciente de la Revolución cubana. Hoy circula por todo el país y es una edición muy consultada por la profundidad de sus artículos.

## Primera época
Salió a las calles luego de la declaración del carácter socialista (marxista) de la denominada Revolución cubana. Existía entonces la necesidad de explicar a los cuadros de las distintas organizaciones los pasos que seguiría Cuba en el futuro.
Al fundirse las fuerzas revolucionarias del Movimiento 26 de Julio, Partido Socialista Popular y Directorio Revolucionario 13 de Marzo, se hace imprescindible que algunos cuadros comiencen a escribir en la revista, que tuvo en su primera etapa un Consejo de Dirección, que más tarde se convirtió en Consejo Editorial, que presidía el compañero Fidel Castro Ruz.
Lo integraban también Osvaldo Dorticós Torrado, Blas Roca Carderío, Carlos Rafaél Rodríguez y Fabio Grobart. Esta publicación ha tenido tres épocas. La primera comenzó en septiembre de 1961 y culminó en febrero de 1967. El primer artículo publicado en la revista fue escrito por el Secretario General del Partido Comunista de Cuba, Fidel Castro, y se tituló Cuba Socialista .